# Faïza Tsabet
Faïza Tsabet est une joueuse algérienne de volley-ball née le 22 mars 1985 à Chlef (Algérie). Elle mesure 1,81 m et joue réceptionneuse-attaquante. En 2012, elle se retire de la compétition à l'âge de 27 ans,.

## Clubs
| Club                      | Pays    | De           | À         |
| ------------------------- | ------- | ------------ | --------- |
| Ghalia Chlef              | Algérie | 1998-1999    | 2005-2006 |
| Istres Sports Volley-Ball | France  | 2006-2007    | 2008-2009 |
| CV Tenerife               | Espagne | janvier 2010 | été 2010  |
| Nedjmet Chlef             | Algérie | 2010-2011    | 2011-2012 |

## Palmarès

### Équipe nationale
- Jeux Olympiques
  - 11e Pékin 2008 ( Chine) [3]

- Championnat du monde
  - 21e en 2010 ( Japon)

- Coupe du monde
  - 11e en 2011 ( Japon) [4]

- Championnat d'Afrique
  -  Vainqueur en 2009 ( Algérie)
  -  Finaliste en 2007 ( Kenya)

- Jeux africains
  -  Vainqueur en 2011 ( Mozambique)
  -  Vainqueur en 2007 ( Algérie)

- Championnat d'Afrique des moins de 20 ans
  -  Vainqueur en 2002

### Clubs
- Championnat arabe des clubs champions
  -  Finaliste : 2005 ( Jordanie)
- Championnat d'Algérie
  -  Vainqueur :2006
- Coupe d'Algérie
  -  Vainqueur :2005 [5]
  -  Finaliste : 2006

### Récompenses et distinctions
- Meilleur attaquant du Championnat d'Afrique 2007